# Time Machine 2011: Live in Cleveland
Albums de Rush
Snakes & Arrows Live
(2008) Clockwork Angels
(2012)
Publié le 8 novembre 2011, Time Machine 2011: Live in Cleveland est un album live de Rush enregistré le 15 avril 2011 lors d'un concert donné par le groupe à Cleveland, Ohio (États-Unis). Cet album live présente la particularité de contenir pour la première fois l'intégralité des titres de l'album Moving Pictures, joués dans l'ordre de publication sur l'album studio paru en 1981.

## Liste des titres

### Disque 1
1. The Spirit of Radio
2. Time Stand Still
3. Presto
4. Stick it Out
5. Workin' Them Angels
6. Leave That Thing Alone
7. Faithless
8. BU2B (titre inédit)
9. Freewill
10. Marathon
11. Subdivisions
12. Tom Sawyer (de l'album : Moving Pictures)
13. Red Barchetta (de l'album : Moving Pictures)
14. YYZ (de l'album : Moving Pictures)
15. Limelight (de l'album : Moving Pictures)

### Disque 2
1. The Camera Eye (de l'album : Moving Pictures)
2. Vital Signs (de l'album : Moving Pictures)
3. Witch Hunt (de l'album : Moving Pictures)
4. Caravan (titre inédit)
5. Moto Perpetuo (Neil Peart Drum solo)
6. O'Malley's Break
7. Closer to the Heart
8. 2112 Overture/The Temples of Syrinx
9. Far Cry
10. La Villa Strangiato
11. Working Man

## Membres du groupe
- Geddy Lee - Chant, basse, synthétiseurs
- Alex Lifeson - Guitares électriques et acoustiques, pédalier basse Taurus Moog
- Neil Peart - Batterie, percussions